# كي ثورب
كي ثورب (بالإنجليزية: Kay Thorpe)‏ (1935، إنجلترا في المملكة المتحدة)؛ روائية بريطانية.